# Lepidiota sparsa
Lepidiota sparsa är en skalbaggsart som beskrevs av Britton 1978. Lepidiota sparsa ingår i släktet Lepidiota och familjen Melolonthidae. Inga underarter finns listade i Catalogue of Life.